# Saint-Victor-et-Melvieu
Pour les articles homonymes, voir Saint-Victor.
Saint-Victor-et-Melvieu est une commune française, située dans le département de l'Aveyron, en région Occitanie.

## Géographie

### Généralités

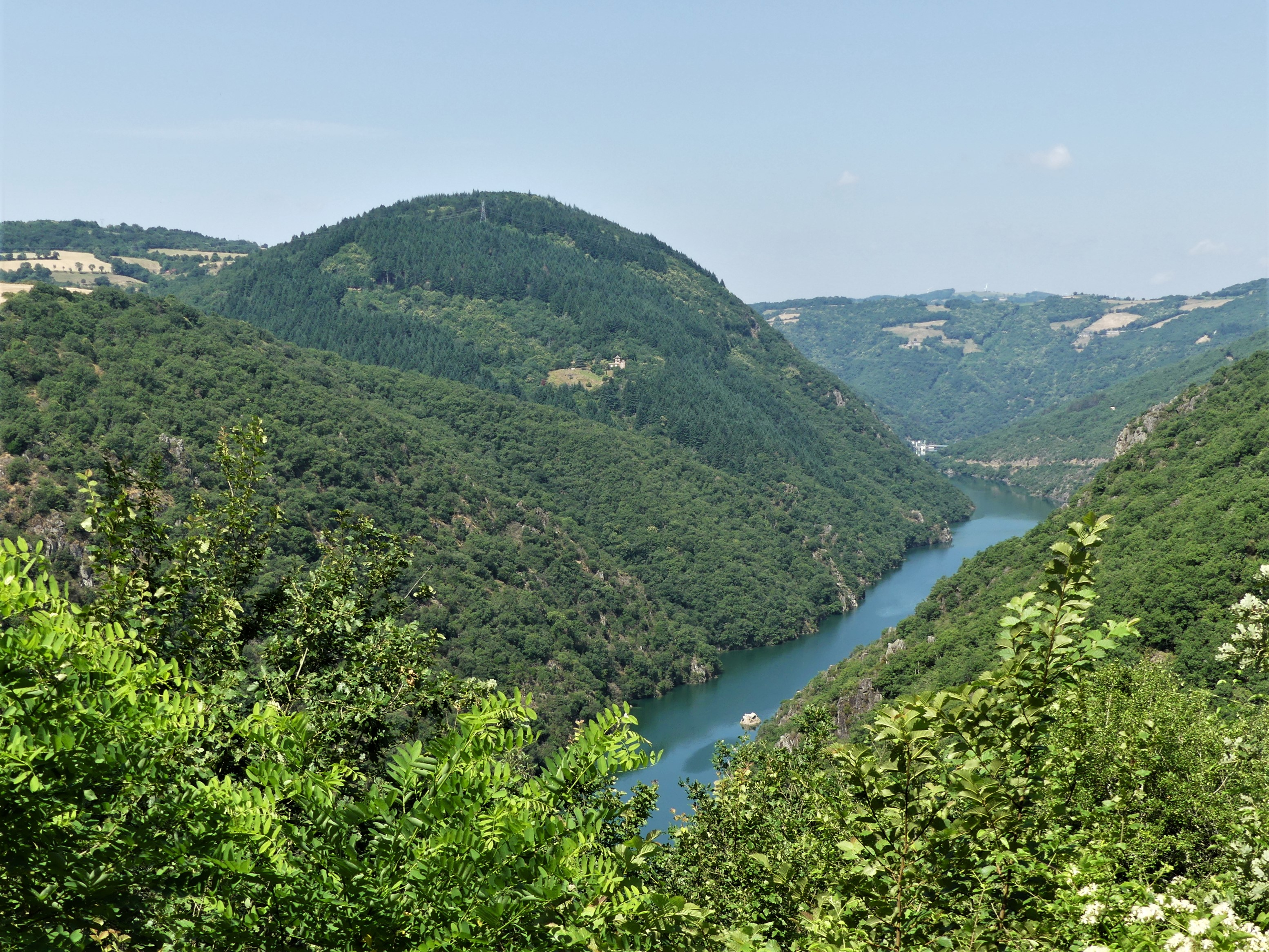
La retenue du barrage de Pinet sur le Tarn, entre Saint-Victor-et-Melvieu (à gauche) et Viala-du-Tarn (en rive opposée).

Au sud du Massif central, dans la moitié sud du département de l'Aveyron, la commune de Saint-Victor-et-Melvieu est située à l'intérieur du parc naturel régional des Grands Causses. Le territoire communal, qui s'étend sur 17,91 km2, est constitué de paysages d'avant-causses, caractérisés par des collines. Il est bordé au nord et au nord-ouest sur neuf kilomètres par le Tarn dans des gorges appelées Raspes où ont été implantés les barrages hydroélectriques de Pinet et du Truel (ou du Pouget).
L'altitude minimale, avec 262 mètres, se trouve localisée à l'extrême ouest, près du lieu-dit le Mas d'Entraygues, là où le Tarn quitte la commune et entre dans celle du Truel. L'altitude maximale avec 689 ou 694 mètres est située un kilomètre et demi au nord-ouest du bourg de Saint-Victor, au puech de Luargues.
Sur les hauteurs en rive gauche du Tarn et traversé par la route départementale (RD) 31, le bourg de Saint-Victor est situé, en distances orthodromiques, onze kilomètres au nord-nord-ouest de Saint-Affrique, vingt kilomètres à l'ouest-sud-ouest du centre-ville de Millau et trente-neuf kilomètres au sud-est de Rodez. Le village de Melvieu est situé trois kilomètres plus à l'ouest-sud-ouest.
La commune est également desservie par les RD 50, 200 et 510.

### Communes limitrophes
Saint-Victor-et-Melvieu est limitrophe de cinq autres communes.
| Ayssènes | Viala-du-Tarn           |                    |
| Le Truel | Saint-Victor-et-Melvieu | Saint-Rome-de-Tarn |
|          | Les Costes-Gozon        |                    |

### Hydrographie

#### Réseau hydrographique

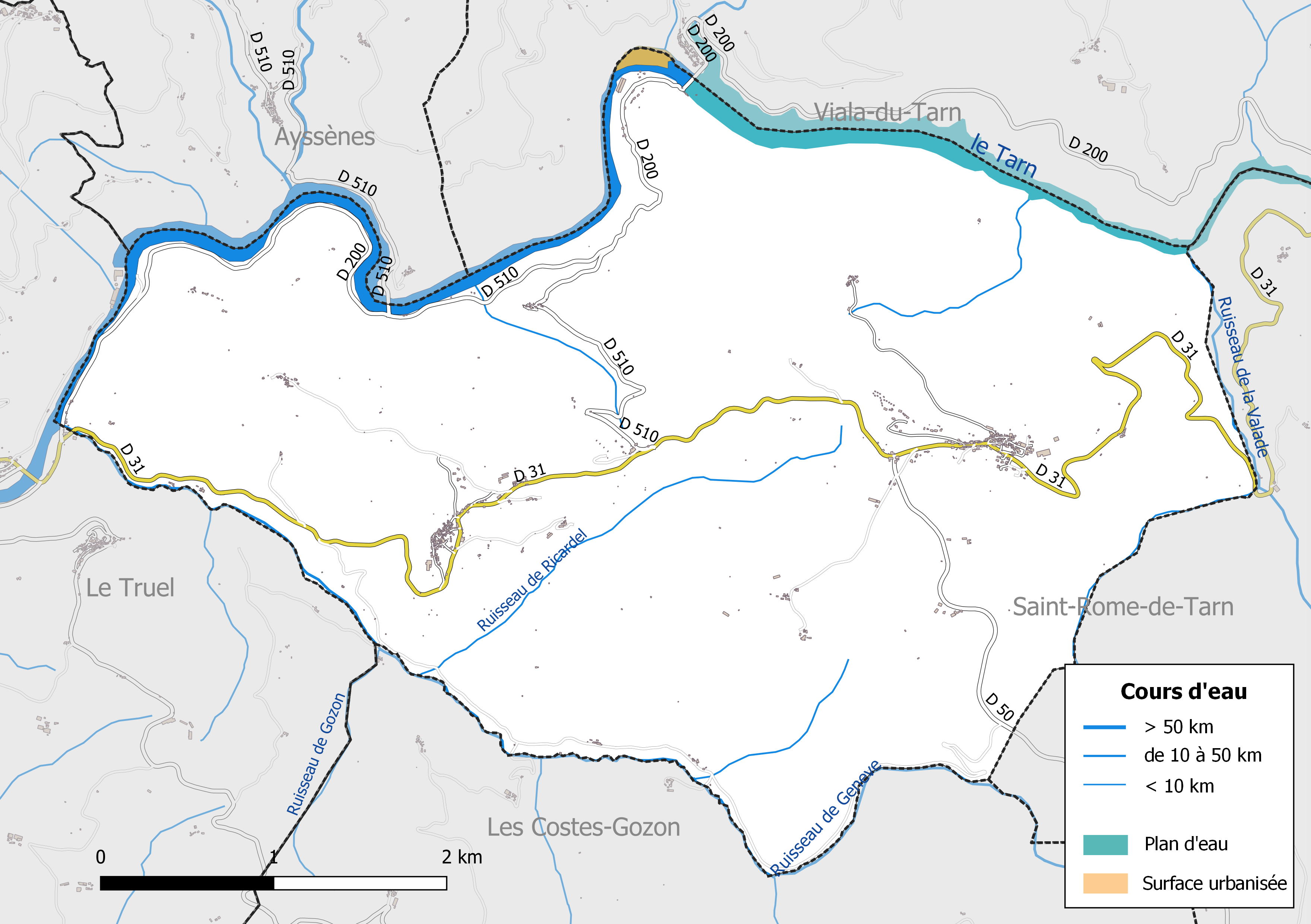
Réseaux hydrographique et routier de Saint-Victor-et-Melvieu.

La commune est drainée par le Tarn, le ruisseau de Geneve, le ruisseau de la Valade, un bras du Tarn, le ruisseau de Pourquairol, le ruisseau de Ricardel et par divers petits cours d'eau.
Le Tarn, d'une longueur totale de 380,2 km, prend sa source dans la commune de Pont de Montvert - Sud Mont Lozère (48) et se jette dans la Garonne à Saint-Nicolas-de-la-Grave (82), après avoir arrosé 99 communes.
Le lac de Pinet complète le réseau hydrographique. Il s'agit d'un lac très sauvage sur sa partie aval, d'une profondeur maximale de 25 m et d'une superficie de 130 ha. Il est ouvert à la pêche sur la partie amont jusqu'au Mas de Lanauq. Il se situe dans les territoires des communes de Saint-Rome-de-Tarn, Saint-Victor-et-Melvieu et Viala-du-Tarn.

#### Gestion des cours d'eau
La gestion des cours d’eau situés dans le bassin de l’Aveyron est assurée par l’établissement public d'aménagement et de gestion des eaux (EPAGE) Aveyron amont, créé le 1er janvier 2017, en remplacement du syndicat mixte du bassin versant Aveyron amont,,.

### Climat
Pour des articles plus généraux, voir Climat de l'Occitanie et Climat de l'Aveyron.
En 2010, le climat de la commune est de type climat des marges montargnardes, selon une étude s'appuyant sur une série de données couvrant la période 1971-2000. En 2020, Météo-France publie une typologie des climats de la France métropolitaine dans laquelle la commune est exposée à un climat de montagne et est dans la région climatique Sud-est du Massif Central, caractérisée par une pluviométrie annuelle de 1 000 à 1 500 mm, minimale en été, maximale en automne.
Pour la période 1971-2000, la température annuelle moyenne est de 11,3 °C, avec une amplitude thermique annuelle de 15,9 °C. Le cumul annuel moyen de précipitations est de 1 133 mm, avec 11,5 jours de précipitations en janvier et 5,6 jours en juillet. Pour la période 1991-2020, la température moyenne annuelle observée sur la station météorologique la plus proche, située sur la commune de Salles-Curan à 15 km à vol d'oiseau, est de 9,6 °C et le cumul annuel moyen de précipitations est de 1 085,0 mm,. Pour l'avenir, les paramètres climatiques de la commune estimés pour 2050 selon différents scénarios d'émission de gaz à effet de serre sont consultables sur un site dédié publié par Météo-France en novembre 2022.

### Milieux naturels et biodiversité

#### Espaces protégés
La protection réglementaire est le mode d’intervention le plus fort pour préserver des espaces naturels remarquables et leur biodiversité associée.
Dans ce cadre, la commune fait partie d'un espace protégé, le Parc naturel régional des Grands Causses, créé en 1995 et d'une superficie de 327 937 ha, qui s'étend sur 97 communes. Ce territoire rural habité, reconnu au niveau national pour sa forte valeur patrimoniale et paysagère, s’organise autour d’un projet concerté de développement durable, fondé sur la protection et la valorisation de son patrimoine,,.

#### Sites Natura 2000

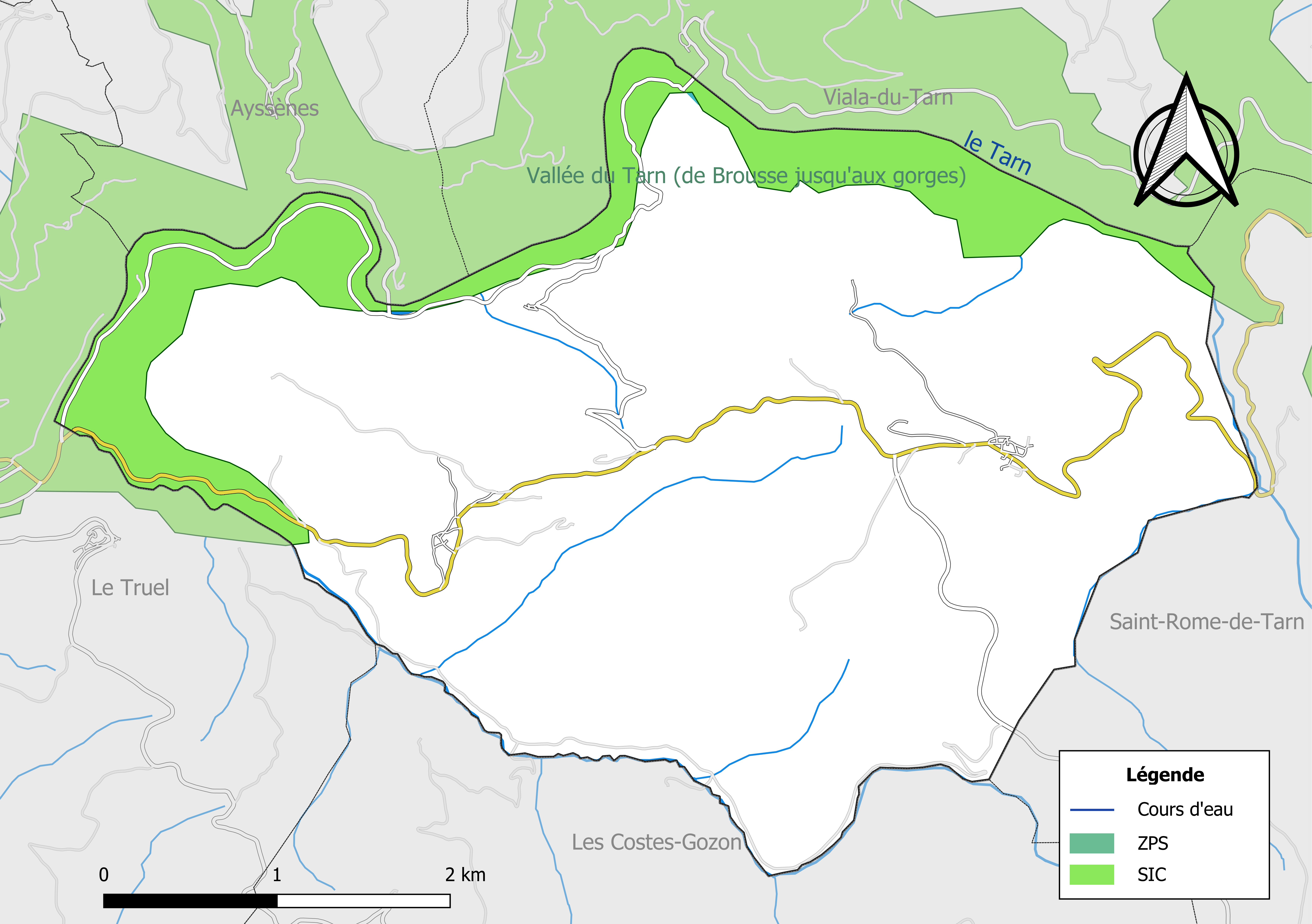
Sites Natura 2000 sur le territoire communal.

Le réseau Natura 2000 est un réseau écologique européen de sites naturels d’intérêt écologique élaboré à partir des Directives « Habitats » et « Oiseaux ». Ce réseau est constitué de Zones spéciales de conservation (ZSC) et de Zones de protection spéciale (ZPS). Dans les zones de ce réseau, les États Membres s'engagent à maintenir dans un état de conservation favorable les types d'habitats et d'espèces concernés, par le biais de mesures réglementaires, administratives ou contractuelles.
Un site Natura 2000 a été défini sur la commune au titre de la « directive Habitats » :
la « Vallée du Tarn (de Brousse-le-Château jusqu'aux gorges) », d'une superficie de 3 713 ha, s'étend sur dix communes de l'Aveyron. Il s'agit d'une vallée encaissée offrant une grande diversité de situations aquatiques et géologiques (terrains calcaires et acides) entrainant une végétation originale. Des grottes à chauves-souris sont présentes ainsi qu'une population remarquable d'Odonates rares, notamment Macromia splendens ;

#### Zones naturelles d'intérêt écologique, faunistique et floristique
L’inventaire des zones naturelles d'intérêt écologique, faunistique et floristique (ZNIEFF) a pour objectif de réaliser une couverture des zones les plus intéressantes sur le plan écologique, essentiellement dans la perspective d’améliorer la connaissance du patrimoine naturel national et de fournir aux différents décideurs un outil d’aide à la prise en compte de l’environnement dans l’aménagement du territoire.
Le territoire communal de Saint-Victor-et-Melvieu comprend une ZNIEFF de type 1, :
- la « Rivière Tarn (partie Aveyron) » (2 381 ha), couvrant 41 communes dont 25 dans l'Aveyron et 16 dans le Tarn[22] ;

et trois ZNIEFF de type 2, :
- le « Plateau de Crassous et bois de Laumière » (2 466 ha), qui s'étend sur 5 communes de l'Aveyron[23] ;
- le « Rougier de Camarès » (56 714 ha), qui s'étend sur 33 communes dont 32 dans l'Aveyron et 1 dans l'Hérault[24] ;
- la « Vallée du Tarn, amont » (36 322 ha), qui s'étend sur 57 communes dont 31 dans l'Aveyron, 1 dans la Lozère et 25 dans le Tarn[25].

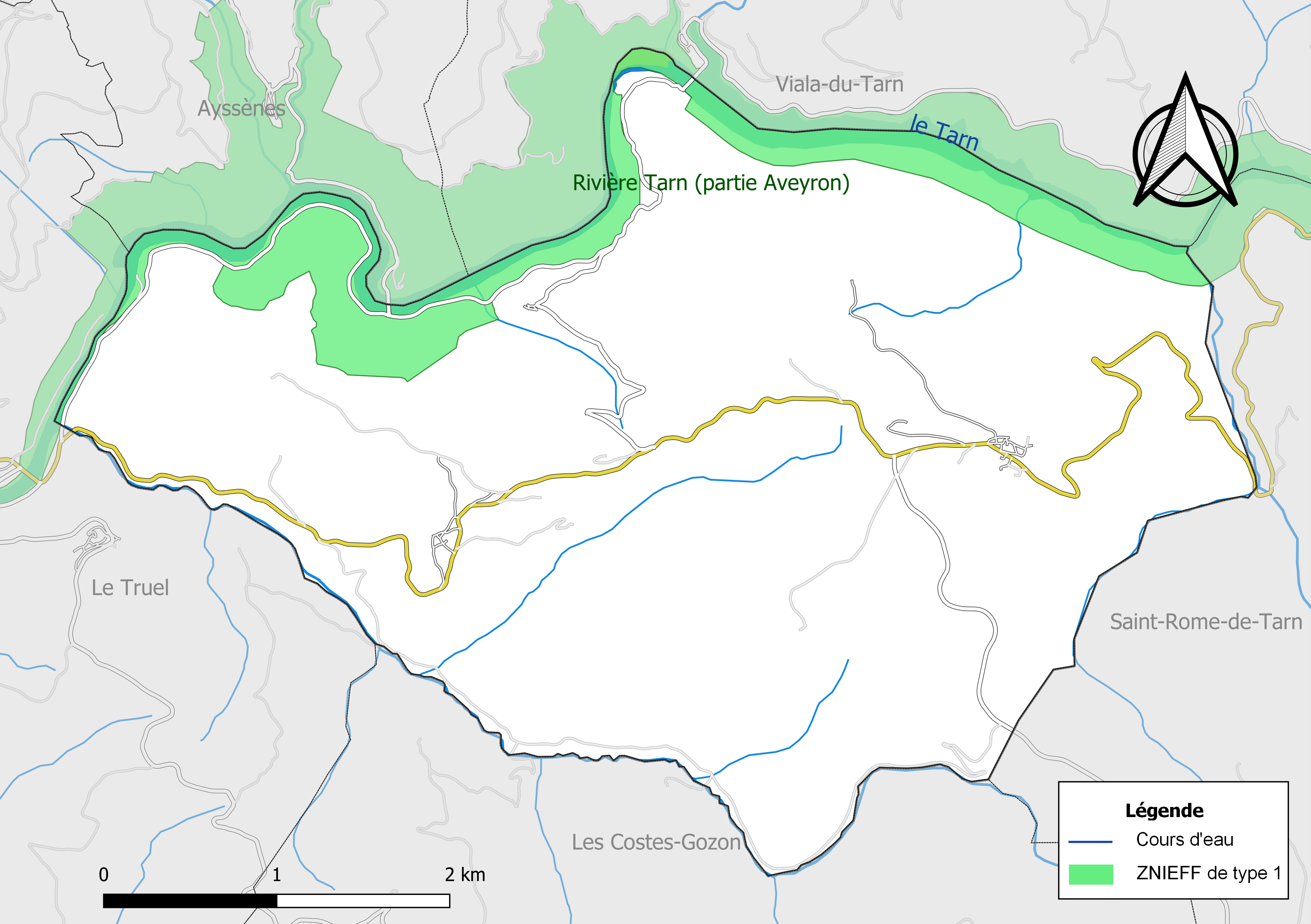
Carte de la ZNIEFF de type 1 de la commune.
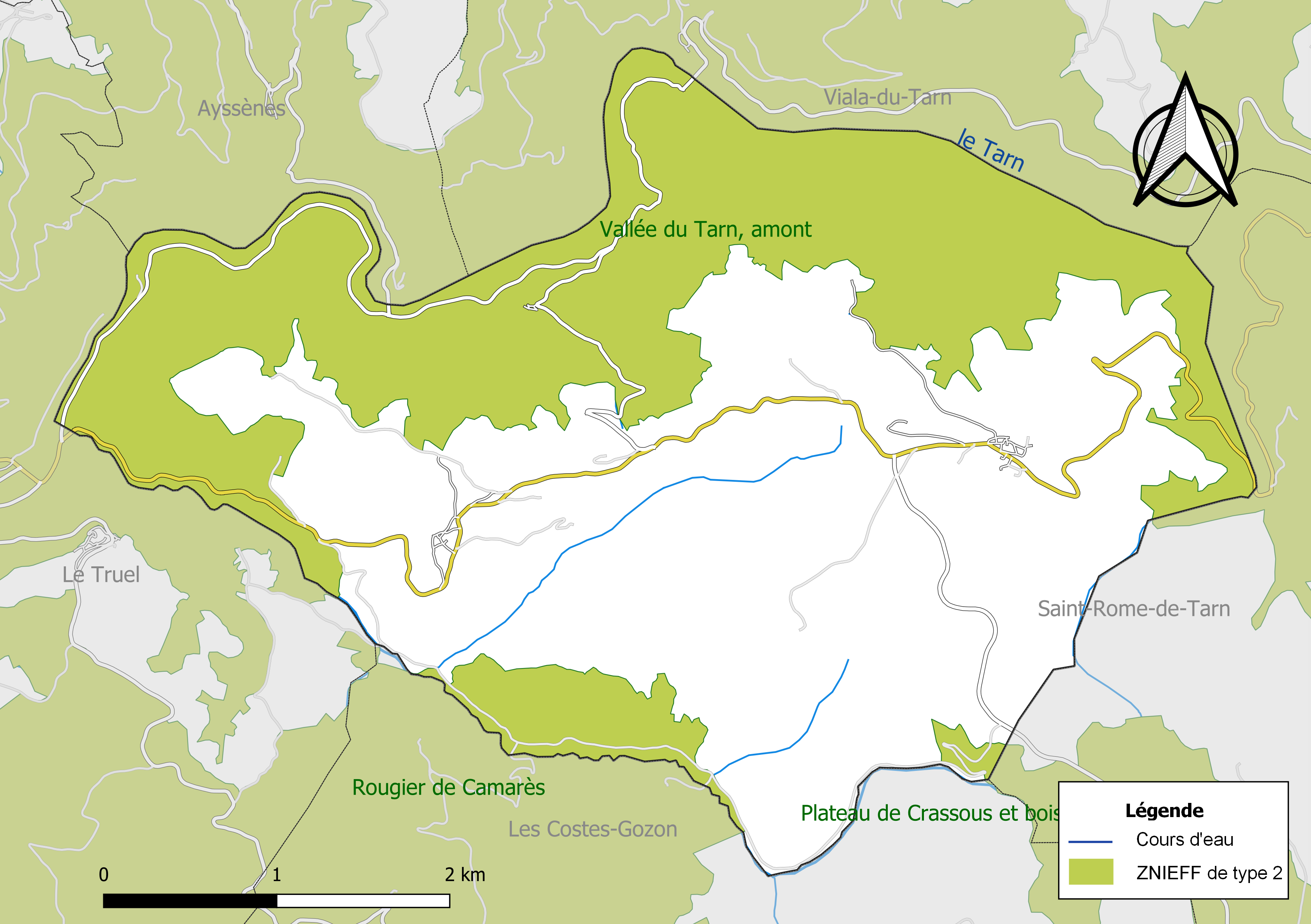
Carte des ZNIEFF de type 2 de la commune.

## Urbanisme

### Typologie
Au 1er janvier 2024, Saint-Victor-et-Melvieu est catégorisée commune rurale à habitat dispersé, selon la nouvelle grille communale de densité à sept niveaux définie par l'Insee en 2022.
Elle est située hors unité urbaine. Par ailleurs la commune fait partie de l'aire d'attraction de Saint-Affrique, dont elle est une commune de la couronne,. Cette aire, qui regroupe 16 communes, est catégorisée dans les aires de moins de 50 000 habitants,.

### Occupation des sols

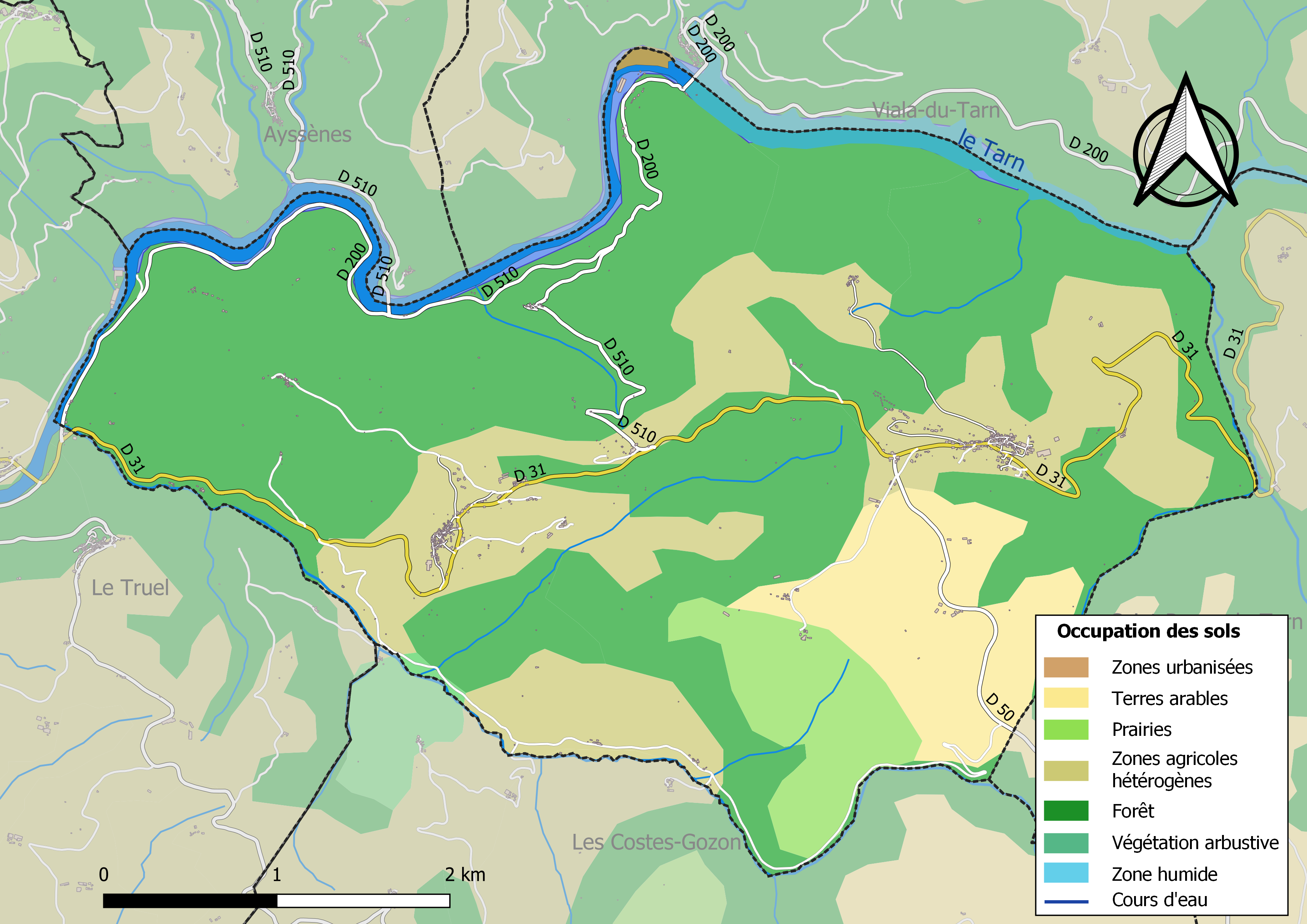
Infrastructures et occupation des sols de la commune de Saint-Victor-et-Melvieu.

L'occupation des sols de la commune, telle qu'elle ressort de la base de données européenne d’occupation biophysique des sols Corine Land Cover (CLC), est marquée par l'importance des forêts et milieux semi-naturels (63,8 % en 2018), une proportion sensiblement équivalente à celle de 1990 (63,3 %). La répartition détaillée en 2018 est la suivante :
forêts (63,6 %), zones agricoles hétérogènes (23 %), terres arables (10,7 %), eaux continentales (2,6 %), milieux à végétation arbustive et/ou herbacée (0,2 %).

### Planification
La loi SRU du 13 décembre 2000 a incité fortement les communes à se regrouper au sein d’un établissement public, pour déterminer les partis d’aménagement de l’espace au sein d’un SCoT, un document essentiel d’orientation stratégique des politiques publiques à une grande échelle. La commune est dans le territoire du SCoT du Parc naturel régional des Grands Causses, approuvé le vendredi 7 juillet 2017 par le comité syndical et mis à l’enquête publique en décembre 2019. La structure porteuse est le Pôle d'équilibre territorial et rural du PNR des Grands Causses, qui associe huit communautés de communes, notamment la communauté de communes de la Muse et des Raspes du Tarn, dont la commune est membre.
La commune disposait en 2017 d'une carte communale approuvée et un plan local d'urbanisme était en élaboration.

### Risques majeurs
Le territoire de la commune de Saint-Victor-et-Melvieu est vulnérable à différents aléas naturels : inondations, climatiques (hiver exceptionnel ou canicule), feux de forêts et séisme (sismicité très faible).
Il est également exposé à un risque particulier, le risque radon,.

#### Risques naturels

Zones inondables de la commune de Saint-Victor-et-Melvieu.

Certaines parties du territoire communal sont susceptibles d’être affectées par le risque d’inondation par débordement du Tarn. Un plan des surfaces submersibles (PSS), premier document cartographique réglementant l'occupation du sol en zone inondable pour les cours d'eau domaniaux, a été établi en 1964. Compte tenu du peu d’enjeux exposés à ces inondations, aucun plan de prévention du risque d’inondation n’a été prescrit. Néanmoins la loi Barnier du 2 février 1995 confère aux PSS un statut de plan de prévention des risques (PPR), les rendant par conséquent opposables au tiers et faisant entrer le territoire de la commune dans le champ d'application de l'obligation d'information des acquéreurs locataires.
Le Plan départemental de protection des forêts contre les incendies découpe le département de l’Aveyron en sept « bassins de risque » et définit une sensibilité des communes à l’aléa feux de forêt (de faible à très forte). La commune est classée en sensibilité forte.
Les mouvements de terrains susceptibles de se produire sur la commune sont liés à la présence de cavités souterraines localisées sur la commune,.

#### Risque particulier
Dans plusieurs parties du territoire national, le radon, accumulé dans certains logements ou autres locaux, peut constituer une source significative d’exposition de la population aux rayonnements ionisants. Toutes les communes du département sont concernées par le risque radon à un niveau plus ou moins élevé. Selon le dossier départemental des risques majeurs du département établi en 2013, la commune de Saint-Victor-et-Melvieu est classée à risque moyen à élevé. Un décret du 4 juin 2018 a modifié la terminologie du zonage définie dans le code de la santé publique et a été complété par un arrêté du 27 juin 2018 portant délimitation des zones à potentiel radon du territoire français. La commune est désormais en zone 3, à savoir zone à potentiel radon significatif.

## Histoire
Saint-Victor-et-Melvieu est une ancienne seigneurie des Montcalm-Gozon, famille de Dieudonné de Gozon (?-1353), grand maître des Hospitaliers de l'ordre de Saint-Jean de Jérusalem.
Vers 1925, la construction du barrage hydroélectrique de Pinet, sur la rivière Tarn, crée un afflux de population, notamment de travailleurs espagnols.

## Politique et administration

### Découpage territorial
La commune de Saint-Victor-et-Melvieu est membre de la communauté de communes de la Muse et des Raspes du Tarn, un établissement public de coopération intercommunale (EPCI) à fiscalité propre créé le 1er janvier 2005 dont le siège est à Saint-Rome-de-Tarn. Ce dernier est par ailleurs membre d'autres groupements intercommunaux.
Sur le plan administratif, elle est rattachée à l'arrondissement de Millau, au département de l'Aveyron et à la région Occitanie. Sur le plan électoral, elle dépend du  canton de Raspes et Lévezou pour l'élection des conseillers départementaux, depuis le redécoupage cantonal de 2014 entré en vigueur en 2015, et de la troisième circonscription de l'Aveyron  pour les élections législatives, depuis le dernier découpage électoral de 2010.

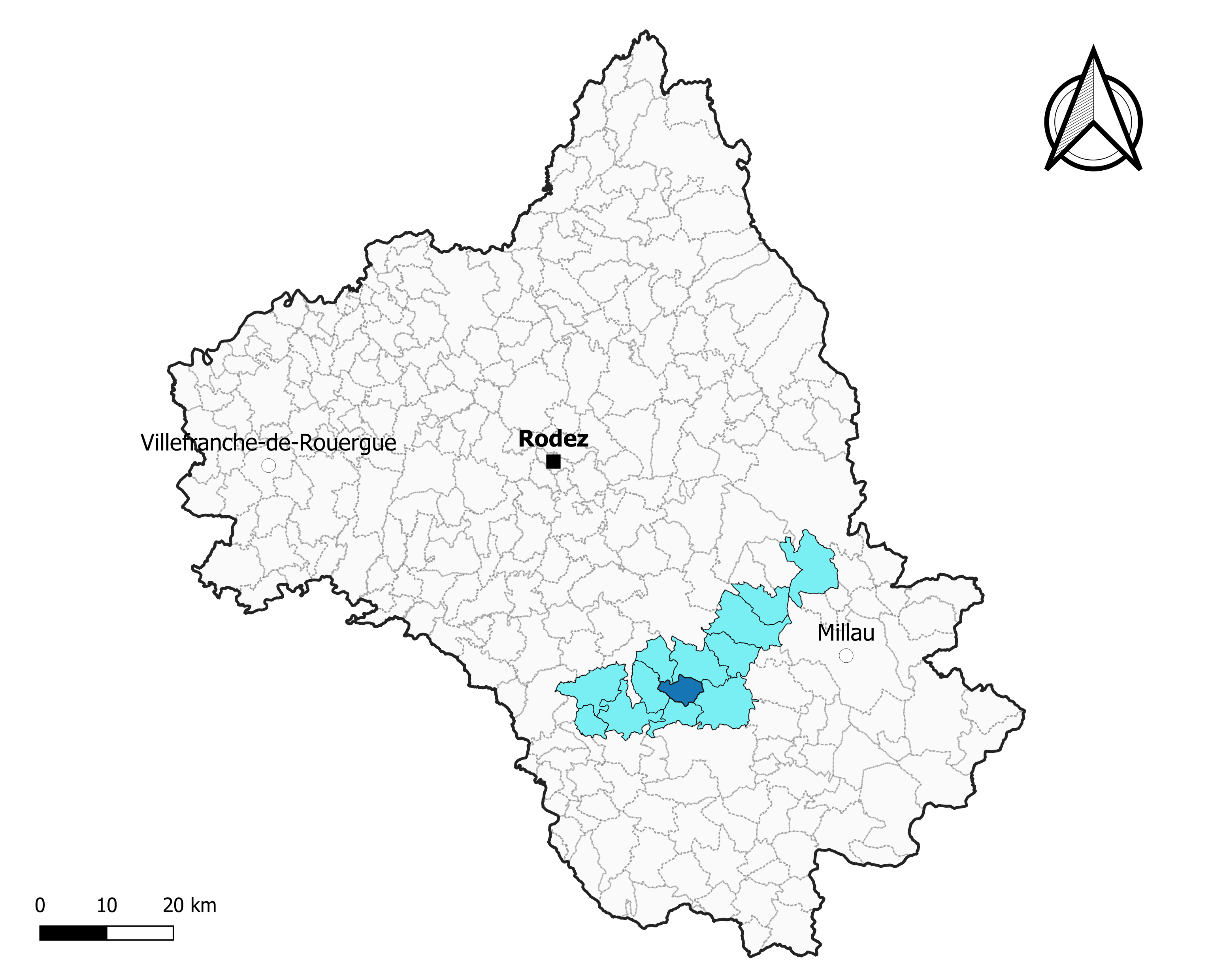
Saint-Victor-et-Melvieu dans l'intercommunalité en 2020.
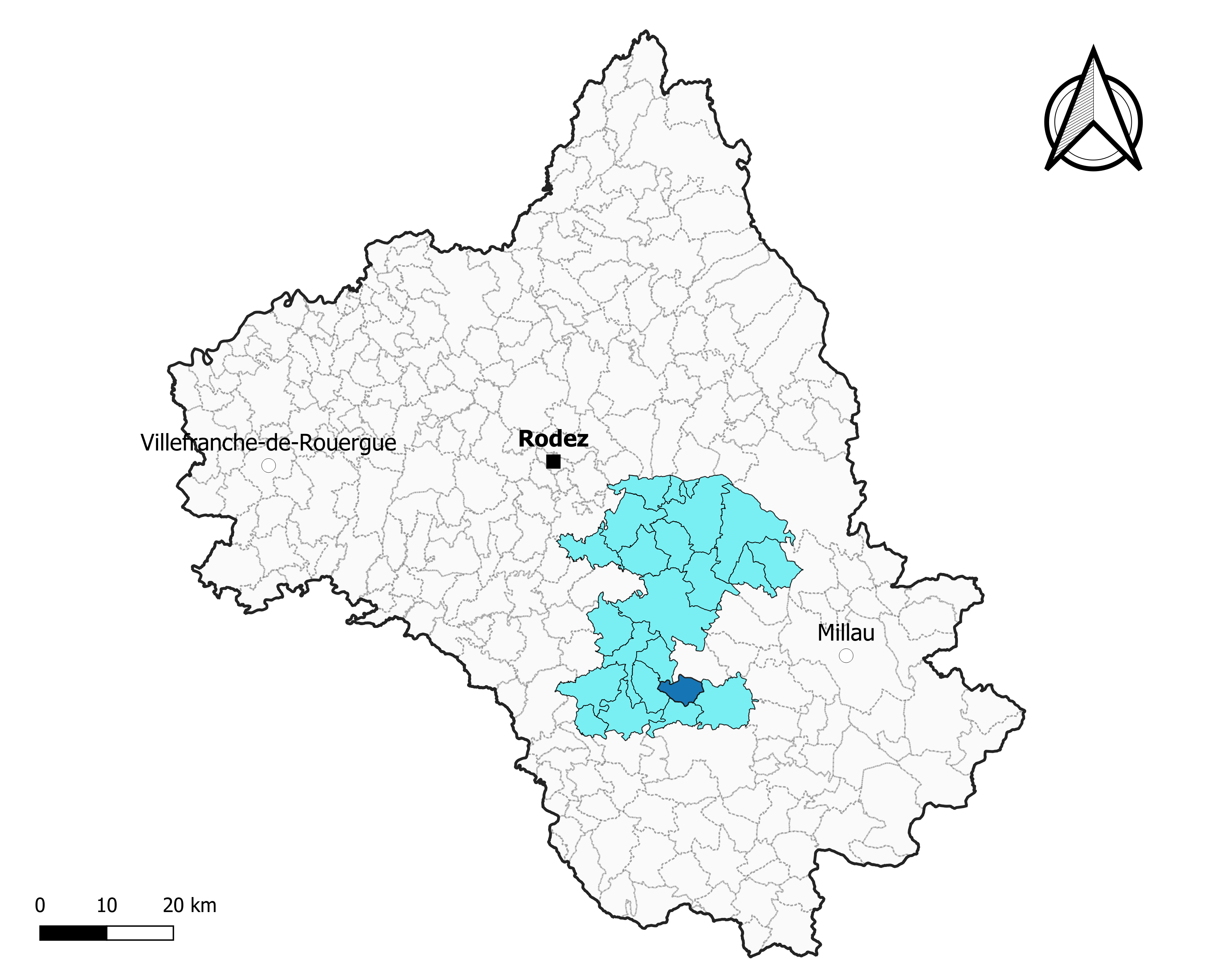
Saint-Victor-et-Melvieu dans le canton de Raspes et Lévezou en 2020.
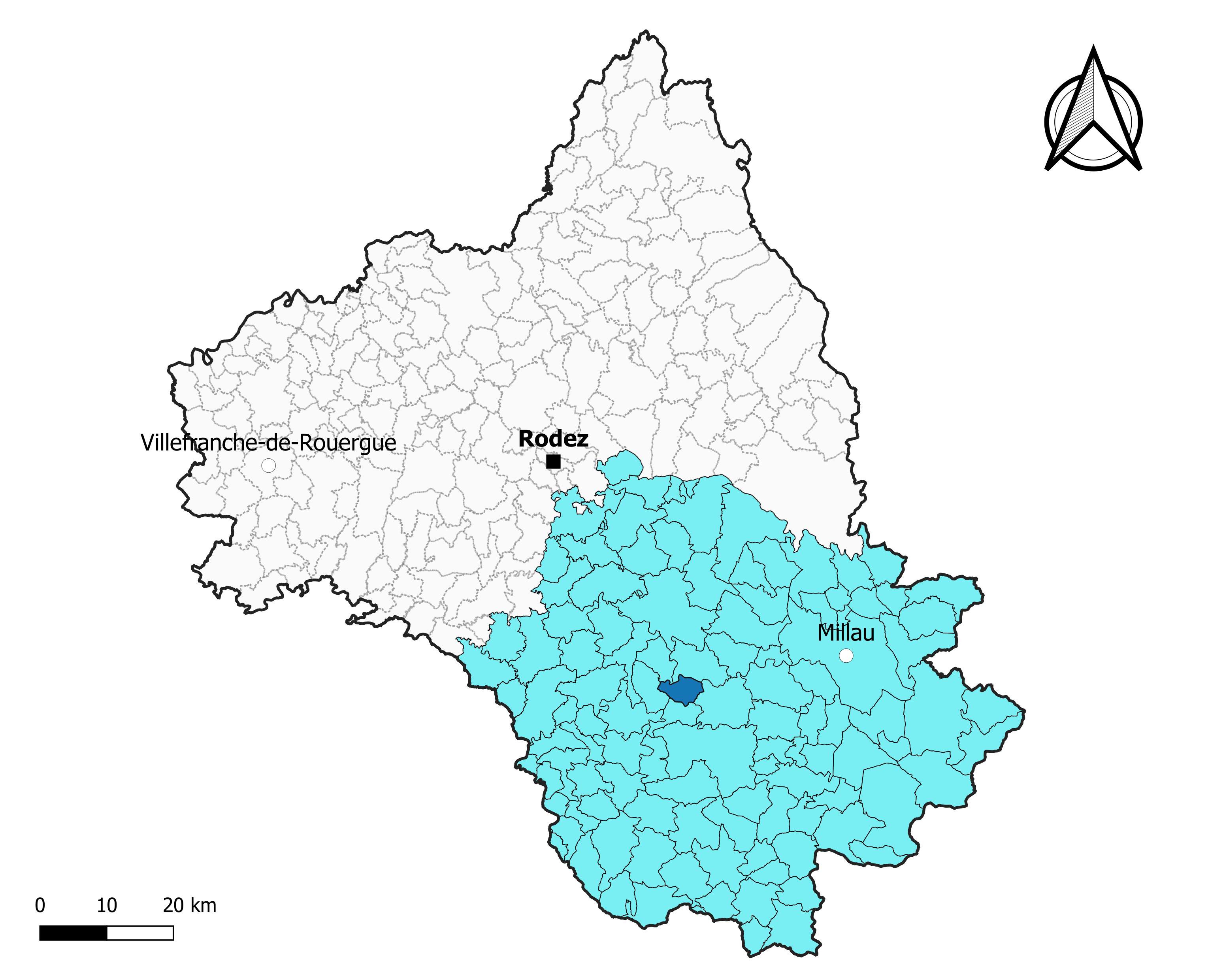
Saint-Victor-et-Melvieu dans l'arrondissement de Millau en 2020.

### Élections municipales et communautaires

#### Élections de 2020
Le conseil municipal de Saint-Victor-et-Melvieu, commune de moins de 1 000 habitants, est élu au scrutin majoritaire plurinominal à deux tours avec candidatures isolées ou groupées et possibilité de panachage. Compte tenu de la population communale, le nombre de sièges à pourvoir lors des élections municipales de 2020 est de 11. La totalité des onze candidats en lice est élue dès le premier tour, le 15 mars 2020, avec un taux de participation de 79,15 %.
Jean Capel, maire sortant, est réélu pour un nouveau mandat le 23 mai 2020.
Dans les communes de moins de 1 000 habitants, les conseillers communautaires sont désignés parmi les conseillers municipaux élus en suivant l’ordre du tableau (maire, adjoints puis conseillers municipaux) et dans la limite du nombre de sièges attribués à la commune au sein du conseil communautaire. Deux sièges sont attribués à la commune au sein de la communauté de communes de la Muse et des Raspes du Tarn.

#### Liste des maires
| Période                                  | Période  | Identité    | Étiquette | Qualité      |
| ---------------------------------------- | -------- | ----------- | --------- | ------------ |
| Les données manquantes sont à compléter. |          |             |           |              |
|                                          |          |             |           |              |
| avril 2014 (réélu en mai 2020)           | En cours | Jean Capel, | SE        | Ancien cadre |

### Projets d'aménagements
RTE-SA, gestionnaire des réseaux de transport d'électricité à haute tension projette de créer un transformateur 400 000 volts sur six à neuf hectares. Ce projet de poste est lié à la création de parcs éoliens en Sud-Aveyron, dans le nord de l'Hérault et à l'est du Tarn (les objectifs européens, relayés en objectifs nationaux et déclinés à l'échelle régionale prévoient 1 600 MW éoliens à l'horizon 2020 dans l'ancienne région Midi-Pyrénées et environ 30 000 MW au niveau national). Il suscite l'opposition d'une partie de la population des deux villages formant la commune et de certains propriétaires des terrains. L'association d'opposition à ce projet d'aménagement du territoire, Plateau survolté, est fondée en 2010. Des militants altermondialistes créent une ZAD en 2015 sur les terres concernées, appelée l’Amassada (ambassade en occitan), mais ils sont expulsés en 2019.

## Démographie
L'évolution du nombre d'habitants est connue à travers les recensements de la population effectués dans la commune depuis 1793. Pour les communes de moins de 10 000 habitants, une enquête de recensement portant sur toute la population est réalisée tous les cinq ans, les populations de référence des années intermédiaires étant quant à elles estimées par interpolation ou extrapolation. Pour la commune, le premier recensement exhaustif entrant dans le cadre du nouveau dispositif a été réalisé en 2005.

En 2022, la commune comptait 313 habitants, en évolution de −15,63 % par rapport à 2016 (Aveyron : +0,37 %, France hors Mayotte : +2,11 %).
| 1793 | 1800 | 1851 | 1856 | 1861 | 1866 | 1872 | 1876 | 1881 |
| ---- | ---- | ---- | ---- | ---- | ---- | ---- | ---- | ---- |
| 694  | 762  | 815  | 827  | 840  | 827  | 785  | 815  | 853  |

| 1886 | 1891 | 1896 | 1901 | 1906 | 1911 | 1921 | 1926 | 1931 |
| ---- | ---- | ---- | ---- | ---- | ---- | ---- | ---- | ---- |
| 841  | 839  | 805  | 774  | 754  | 811  | 600  | 987  | 749  |

| 1936 | 1946 | 1954 | 1962 | 1968 | 1975 | 1982 | 1990 | 1999 |
| ---- | ---- | ---- | ---- | ---- | ---- | ---- | ---- | ---- |
| 608  | 553  | 516  | 456  | 367  | 296  | 305  | 299  | 329  |

| 2005 | 2006 | 2010 | 2015 | 2020 | 2022 | - | - | - |
| ---- | ---- | ---- | ---- | ---- | ---- | - | - | - |
| 362  | 364  | 381  | 374  | 322  | 313  | - | - | - |

## Économie

### Revenus
En 2018 (données Insee publiées en septembre 2021), la commune compte 149 ménages fiscaux, regroupant 314 personnes. La médiane du revenu disponible par unité de consommation est de 20 360 € (20 640 € dans le département).

### Emploi
| Division       | 2008   | 2013   | 2018  |
| -------------- | ------ | ------ | ----- |
| Commune        | 12,6 % | 10,8 % | 7,4 % |
| Département    | 5,4 %  | 7,1 %  | 7,1 % |
| France entière | 8,3 %  | 10 %   | 10 %  |

En 2018, la population âgée de 15 à 64 ans s'élève à 192 personnes, parmi lesquelles on compte 74,4 % d'actifs (67 % ayant un emploi et 7,4 % de chômeurs) et 25,6 % d'inactifs,. En 2018, le taux de chômage communal (au sens du recensement) des 15-64 ans est supérieur à celui du département, mais inférieur à celui de la France, alors qu'il était supérieur à celui de la France en 2008.
La commune fait partie de la couronne de l'aire d'attraction de Saint-Affrique, du fait qu'au moins 15 % des actifs travaillent dans le pôle,. Elle compte 71 emplois en 2018, contre 70 en 2013 et 60 en 2008. Le nombre d'actifs ayant un emploi résidant dans la commune est de 133, soit un indicateur de concentration d'emploi de 53,5 % et un taux d'activité parmi les 15 ans ou plus de 47,4 %.
Sur ces 133 actifs de 15 ans ou plus ayant un emploi, 27 travaillent dans la commune, soit 21 % des habitants. Pour se rendre au travail, 85,2 % des habitants utilisent un véhicule personnel ou de fonction à quatre roues, 0,8 % les transports en commun, 4,1 % s'y rendent en deux-roues, à vélo ou à pied et 9,8 % n'ont pas besoin de transport (travail au domicile).

### Activités hors agriculture
26 établissements sont implantés à Saint-Victor-et-Melvieu au 31 décembre 2019. Le tableau ci-dessous en détaille le nombre par secteur d'activité et compare les ratios avec ceux du département,.
Le secteur de l'industrie manufacturière, des industries extractives et autres est prépondérant sur la commune puisqu'il représente 26,9 % du nombre total d'établissements de la commune (7 sur les 26 entreprises implantées à Saint-Victor-et-Melvieu), contre 17,7 % au niveau départemental.

### Agriculture
|               | 1988 | 2000 | 2010 | 2020 |
| ------------- | ---- | ---- | ---- | ---- |
| Exploitations | 20   | 9    | 9    | 6    |
| SAU (ha)      | 464  | 441  | 490  | 273  |

La commune est dans les Monts de Lacaune, une petite région agricole occupant le sud du département de l'Aveyron. En 2020, l'orientation technico-économique de l'agriculture  sur la commune est l'élevage d'ovins ou de caprins. Six exploitations agricoles ayant leur siège dans la commune sont dénombrées lors du recensement agricole de 2020 (20 en 1988). La superficie agricole utilisée est de 273 ha,,.

## Culture locale et patrimoine

### Lieux et monuments
- À Saint-Victor, le donjon du XIVe siècle, vestige de l'ancien château[58].
- L'église Saint-Victor, inscrite en avril 2025 au titre des monuments historiques, avec fresques néo-byzantines de Nicolas Greschny, artiste contemporain[59].
- L'église de Melvieu.
- L'église Notre-Dame-du-Désert, avec vue sur les Raspes.
- Le barrage de Pinet établi en travers du Tarn, entre Saint-Victor-et-Melvieu (rive gauche) et Viala-du-Tarn (rive droite).
- Le barrage du Truel (ou du Pouget) établi en travers du Tarn, entre Saint-Victor-et-Melvieu (rive gauche) et Le Truel (rive droite).

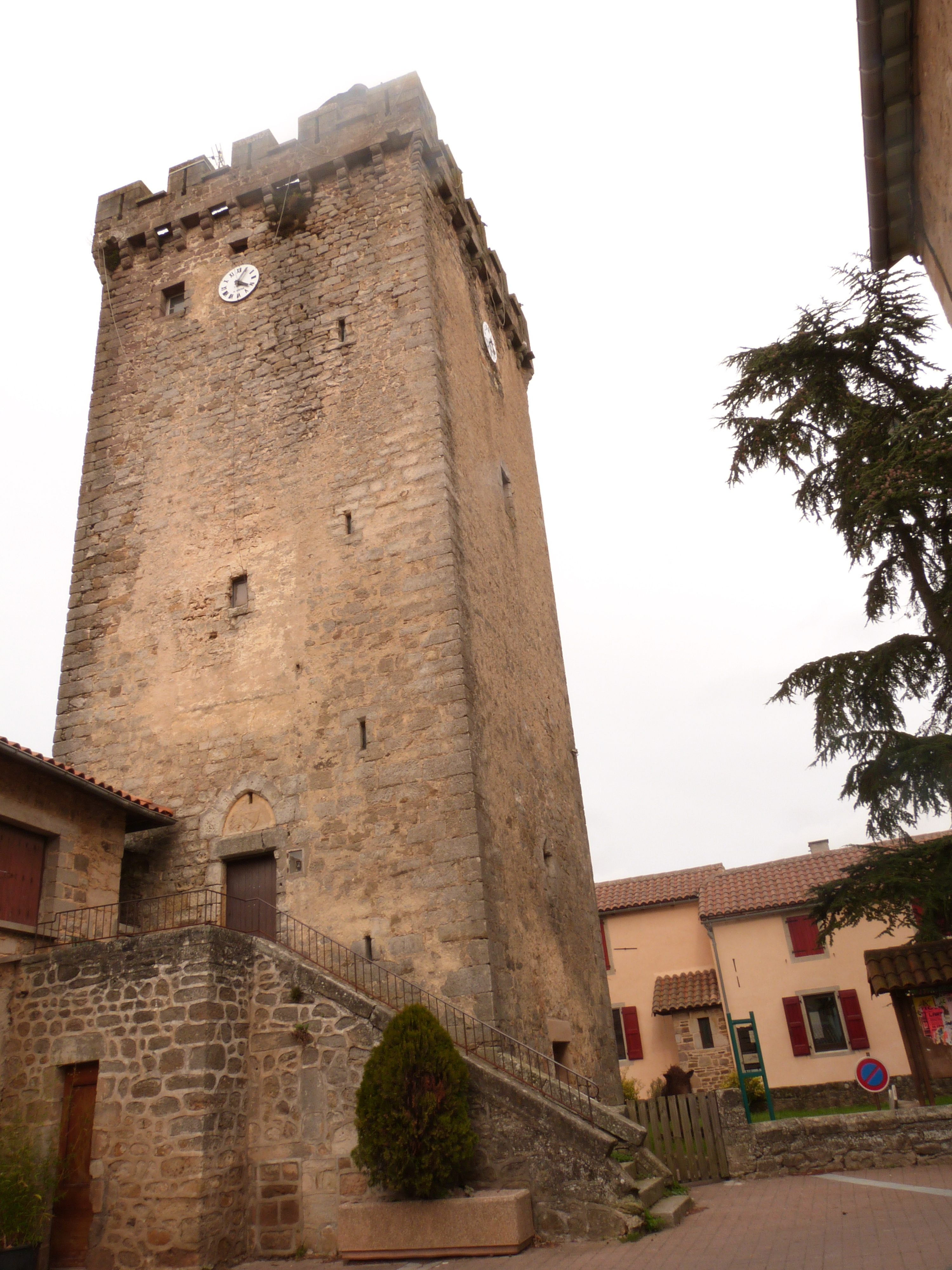
Le donjon de l'ancien château de Saint-Victor.
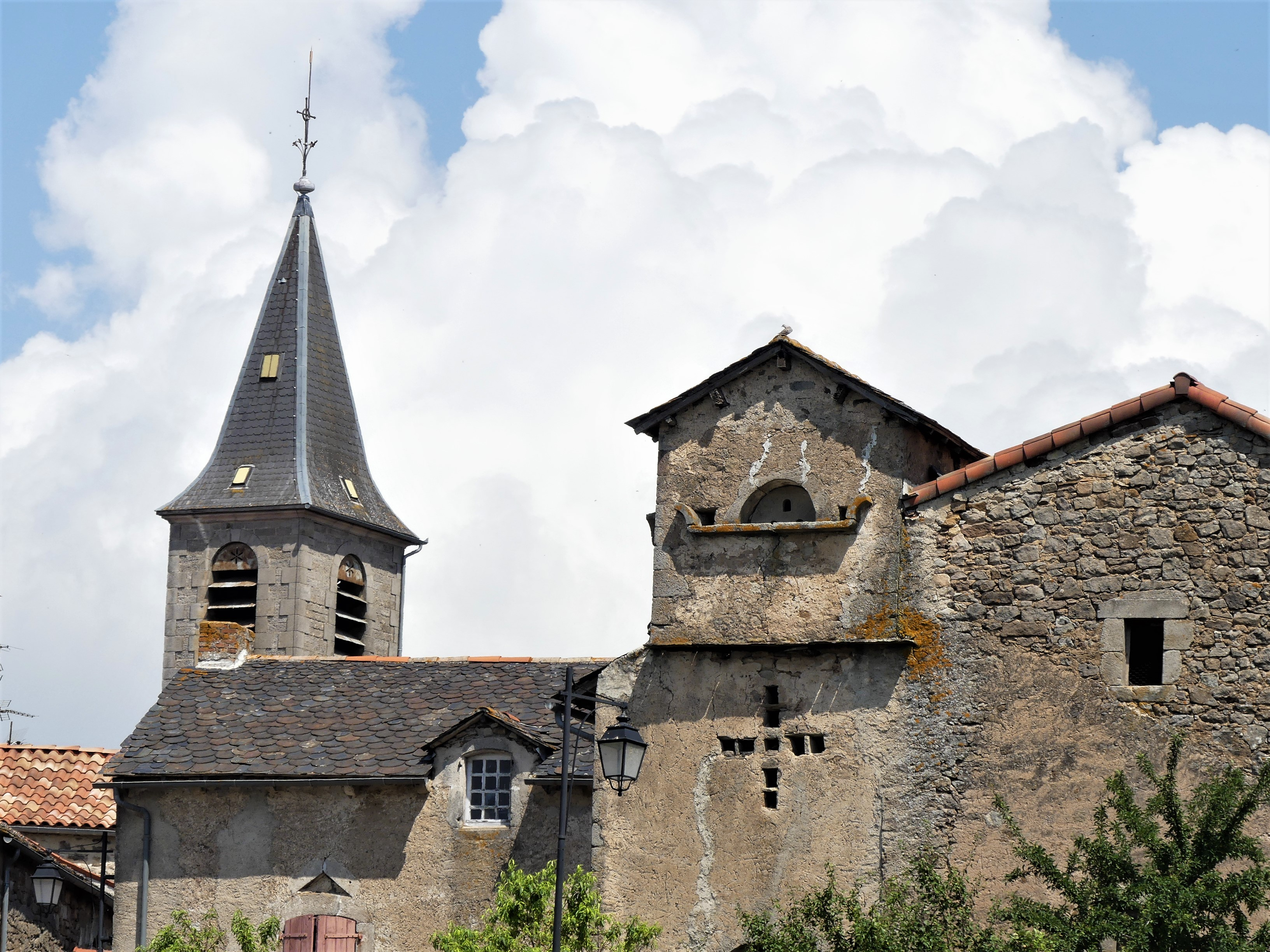
Le clocher de l'église de Saint-Victor.
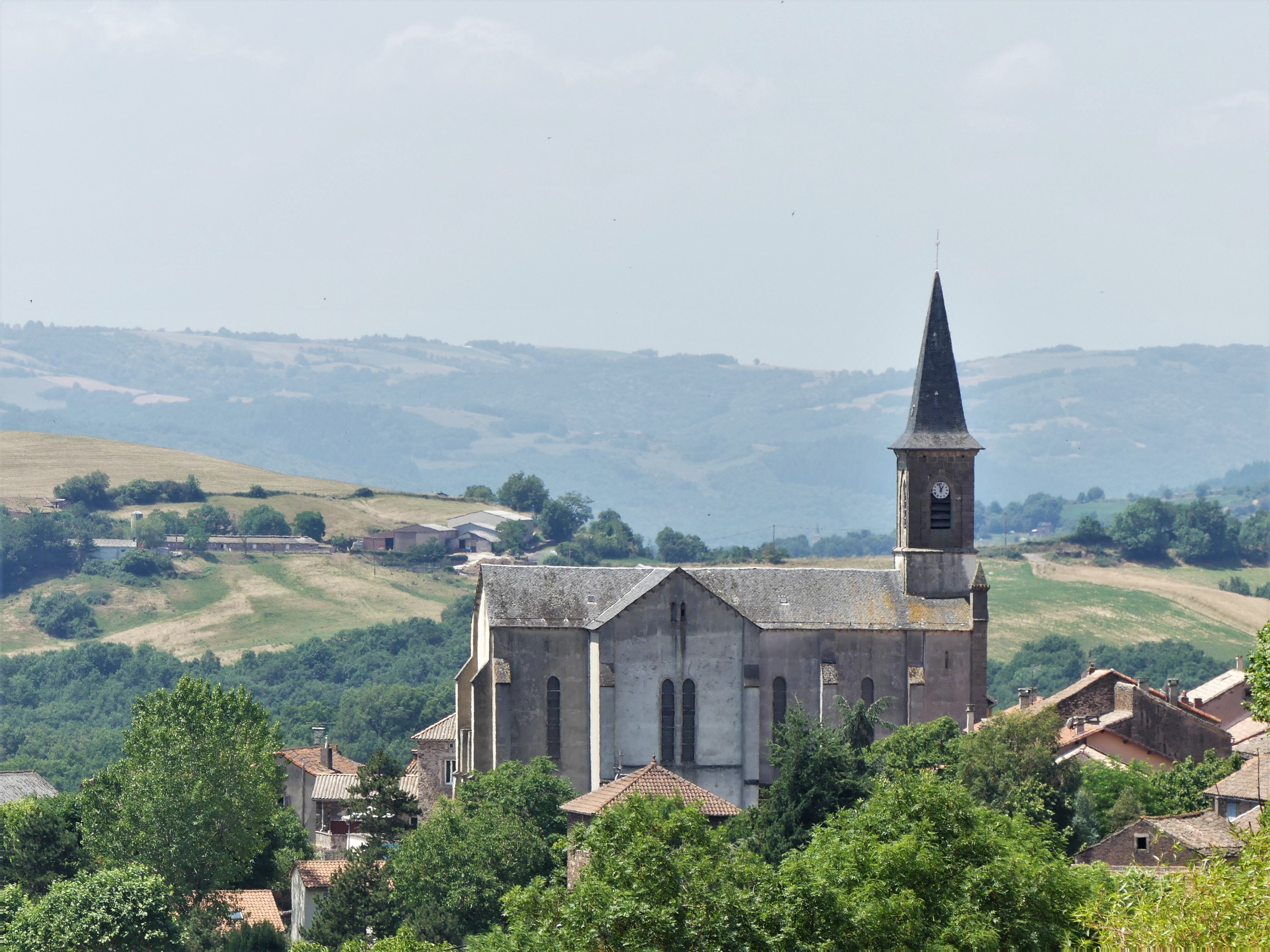
L'église de Melvieu.
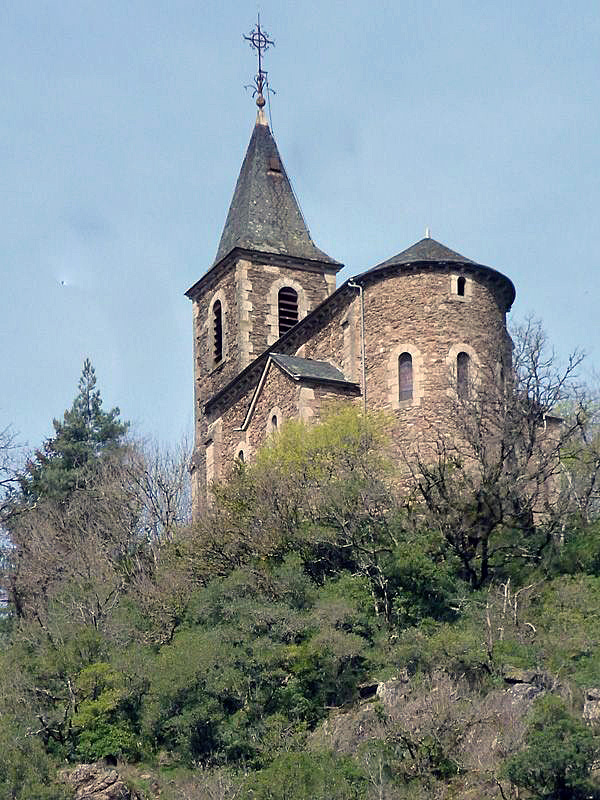
L'église Notre-Dame-du-Désert.
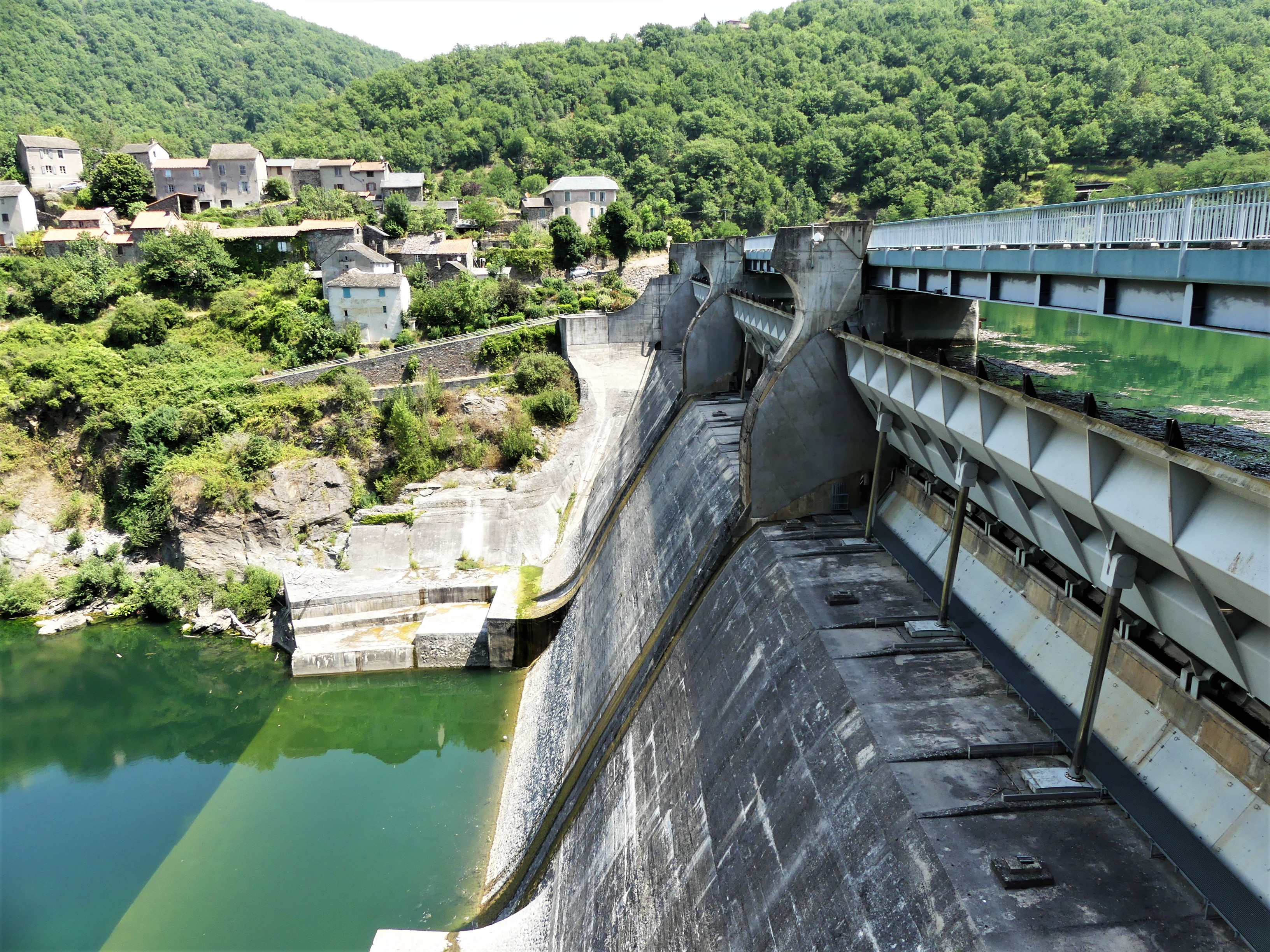
Le barrage de Pinet.
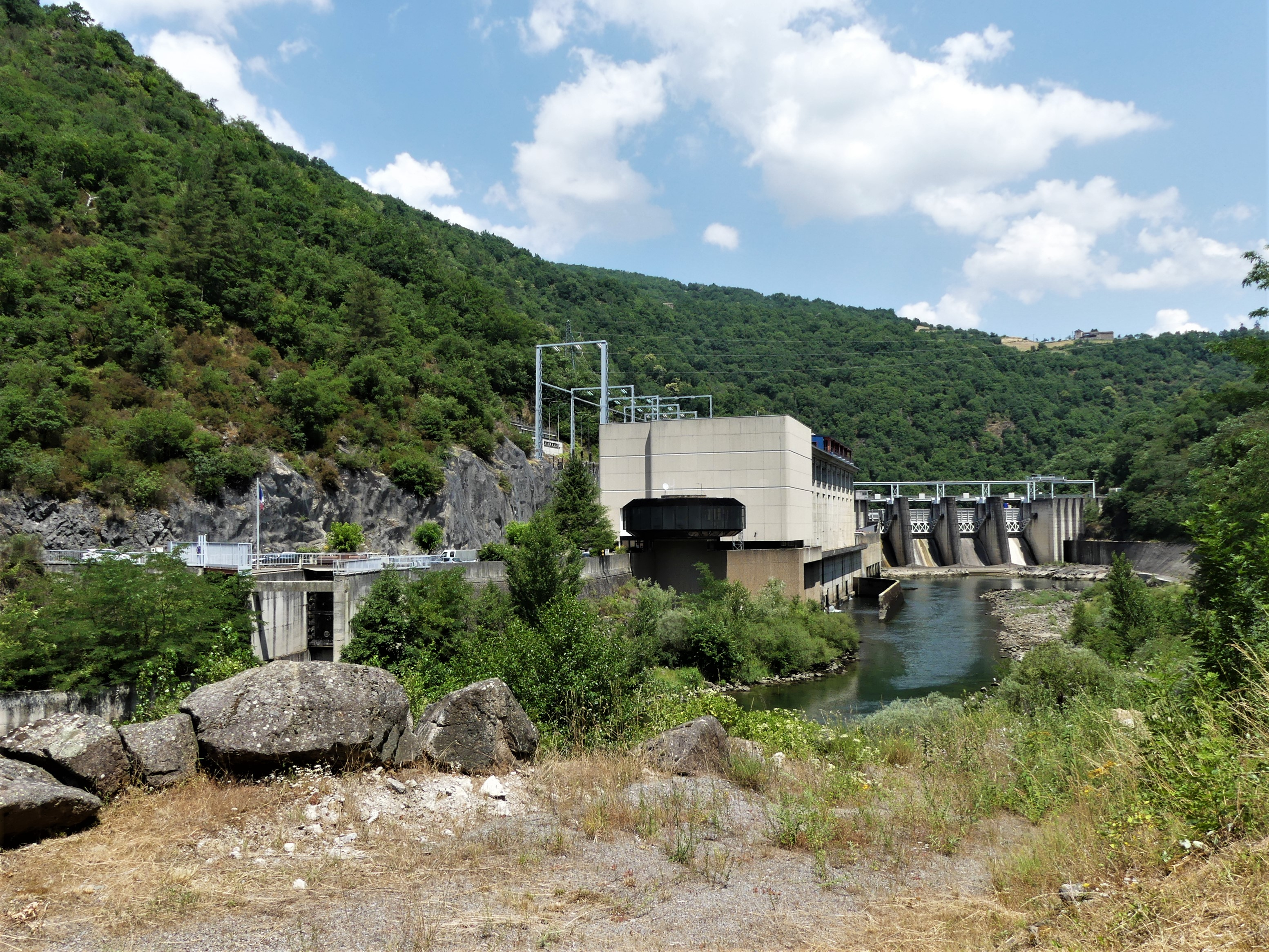
Le barrage du Truel et la centrale du Pouget.
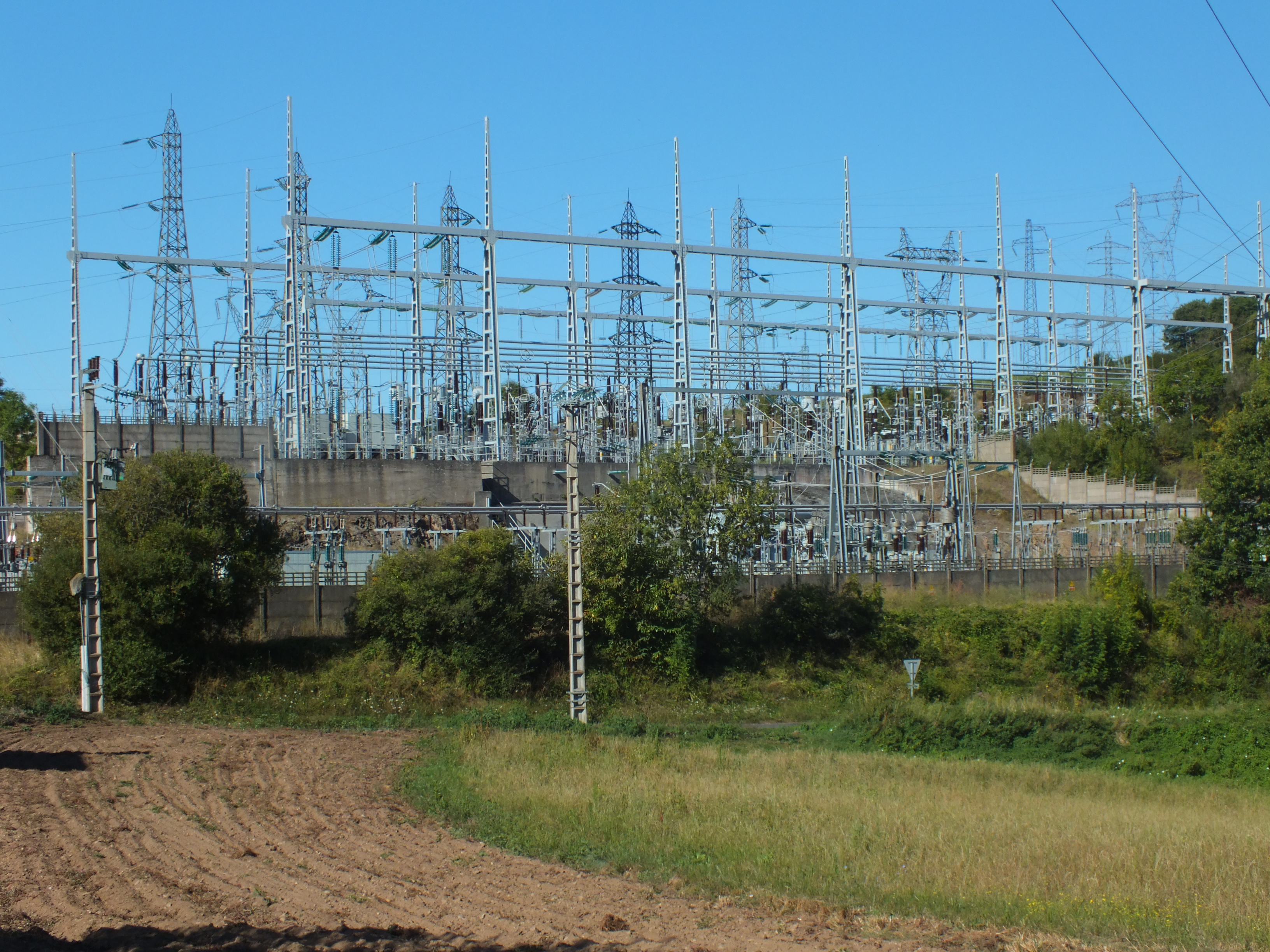
Le poste de transformation du Planol.

### Personnalités liées à la commune
- Nicolas Greschny est venu réaliser les fresques de l'église de Saint-Victor en 1953.
- En juin 1940, l’écrivain Maurice Genevoix se réfugie à Saint-Victor-et-Melvieu chez le père de son épouse, Yvonne Louise Montrozier.

### Héraldique
| Blason de Saint-Victor-et-Melvieu | Blason  | Écartelé : au 1er et au 4e d'azur à trois merlettes d'or, au 2e et au 3e de sable à une tour d'or, sur le tout un écusson de gueules à une bande cousue d'azur, à la bordure componée d'or et de sable. |
| Blason de Saint-Victor-et-Melvieu | Détails | Le statut officiel du blason reste à déterminer. |